# Награда „Златни кључ Смедерева”
Награда „Златни кључ Смедерева” је међународно песничко признање за укупно песничко стваралаштво, које се додељује у Србији писцима читавог света у оквиру Смедеревске песничке јесени сваке године у Смедереву.
Награда се додељује од 1986. До 1992. је додељивана песницима из подунавских земаља, а од тада из целог света. Пандан њој је Награда „Златна струна”, која се додељује песницима из Србије у оквиру ове исте свечаности (некада песницима из Југославије). Једини добитник обе награде је песник Миодраг Павловић.
Награда се састоји од позлаћене копије кључа Смедеревске тврђаве, објављивања двојезичне књиге лауреата (на изворном и српском језику) и новчаног износа.

## Добитници
Досадашњи добитници награде су:

#### Од 1986. до 1990.
- 1986 — Ђео Богза [] (рум. Geo Bogza), Румунија
- 1987 — Ерих Фрид [], Аустрија
- 1988 — Шандор Вереш [] (мађ. Weöres Sándor), Мађарска
- 1989 — Миодраг Павловић, Југославија
- 1990 — Милан Руфус [] (слч. Milan Rúfusв), Словачка

#### Од 1991. до 2000.
- 1991 — Николај Канчев [] (буг. Николай Кънчев), Бугарска
- 1992 — Владимир Петрович Бурич [], Русија
- 1993 — Зоу Дифан [] (кин: 邹荻帆), Кина
- 1994 — Ели Скопетеа (грч. Ελλη Σκοπετεα), Грчка
- 1995 — Мусемура Зимуња [] (енгл. Musaemura Zimunya), Зимбабве
- 1996 — Маноли Анагностаки [], Грчка
- 1997 — Танасије Младеновић, Југославија
- 1998 — Петер Хандке, Аустрија
- 1999 — Антонио Порпета [] (кат. Antonio Porpetta), Шпанија
- 2000 — Лилијана Вутерс [] (фр. Liliane Wouters), Белгија

#### Од 2001. до 2010.
- 2001 — Омеро Аридхис [] (шп. Homero Aridjis), Мексико
- 2002 — Стеван Раичковић, Југославија
- 2003 — Матеја Матевски, Македонија
- 2004 — Ив Бонфоа [], Француска
- 2005 — Фолкер Браун [], Немачка
- 2006 — Салах Стетие [], Француска, Либан
- 2007 — Александар Кушнер [], Русија[2]
- 2008 — Кито Лоренц [], Немачка[3]
- 2009 — Ева Липска, Пољска[4]
- 2010 — Казуко Шираиши [] (јап. 白石 かずこ), Јапан[5]

#### Од 2011. до 2020.
- 2011 — Џон Ф. Дин [] (енгл. John F. Deane), Ирска[6]
- 2012 — Љубомир Симовић, Србија[7]
- 2013 — Џао Лихонг [] кин: 赵丽宏), Кина[8]
- 2014 — Кнут Едегард [] норв. Knut Ødegård), Норвешка и Уједињено Краљевство[9]
- 2015 — Матија Бећковић, Србија[10]
- 2016 — Шон О'Брајан [] енгл. Sean O'Brien), Уједињено Краљевство[11]
- 2017 — Марсел Бајер [], Немачка[12]
- 2018 — Хагани Хабибоглу (азер. Xæqani Hæbiboğlu, 1966) , Азербејџан[13]
- 2019 – Ристо Василевски, Србија - Македонија и  Ју Цонг, Кина
- 2020 — Милосав Тешић, Србија[14][15]

#### Од 2021.
- 2021 — Вјачеслав Купријанов [], Русија[16]
- 2022 — Кофи Ањидохо [] (енгл. Kofi Anyidoho), Гана[17]
- 2023 — Нанси Морехон, Куба[18]